# Баштан

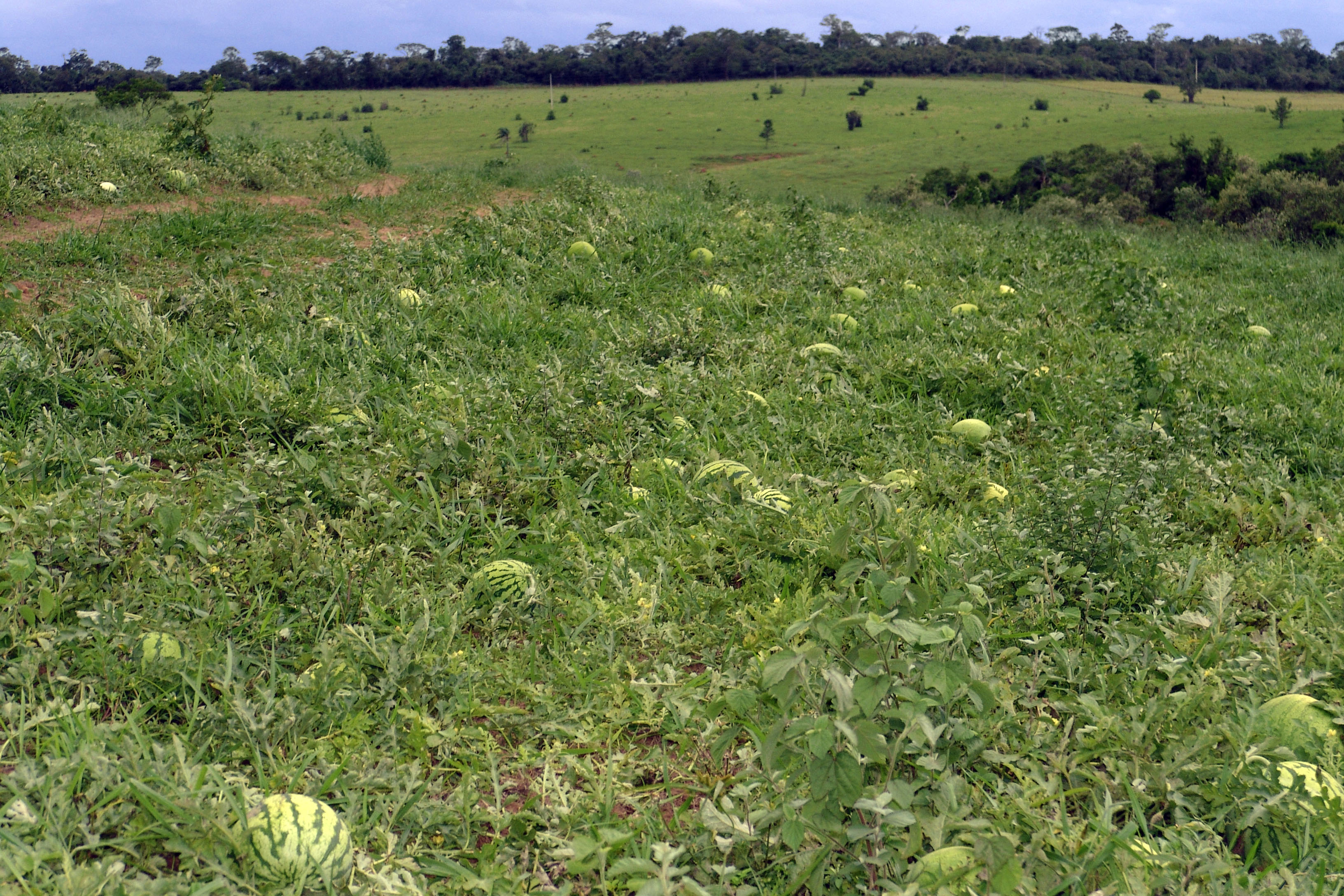
Кавуни на баштані

Башта́н (тур. bostan, з перс. بوستان bōstan, пов'язаного з بو bō — «запах») або бакша́ — ділянка поля, город у степу, на цілині, не при домі, де вирощують кавуни, дині, гарбузи. Рослини, які вирощують на баштанах, називають баштанними культурами.
Господар баштану чи сторож на ньому йменується баштанником, місце колишнього баштану — баштанищем.